# Mextremist! Greatest Hits
Mextremist! Greatest Hits - kompilacja z najlepszymi utworami meksykańskiej grupy Brujeria. Można to nazwać, taką jakby drugą stroną winylu, gdyż można znaleźć na tej płycie utwory, które nie znalazły się na albumie wydanym przez Roadrunner Records.
Okładka albumu to parodia meksykańskiego magazynu ¡Alarma!. Traktował on o sensacyjnych historiach kryminalnych, lecz tak, jak Brujeria zostali zakazani za ukazywanie brutalnych treść czy fotografii.
Piosenka "Asesino" nie nagrała Brujeria, lecz Asesino.

## Lista utworów
1. "Séis Séis Séis" (Six Six Six)– 1:23
2. "Santa Lucia"– 0:21
3. "Sacrificio" (Sacrifice)– 1:22
4. "Machetazos" – 1:42
5. "Padre Nuestro" (Our Father) – 2:21
6. "Molestando Niños Muertos" (Molesting Dead Children)– 3:02
7. "Castigo del Brujo" – 1:37
8. "Matando Güeros '97" – 3:12
9. "Narco-Peda" – 2:43
10. "Brujo Cirujano" – 1:55
11. "Asesino" (Asassin)– 2:33
12. "Hechando Chingasos [Live '97]" – 3:56
13. "Poseido" – 0:47
14. "Cristo de la Roca" – 1:06
15. "Papa Capado" – 3:17
16. "Seran Mios para Siempre (They Will Be Mine Forever)(Fantasma Remix)" – 2:19
17. "Mecosario (Pinche Peach Torsido Remix)" – 3:33
18. "Marijuana (Escobar Remix)" – 4:24